# トリグラフ (スラヴ神話)

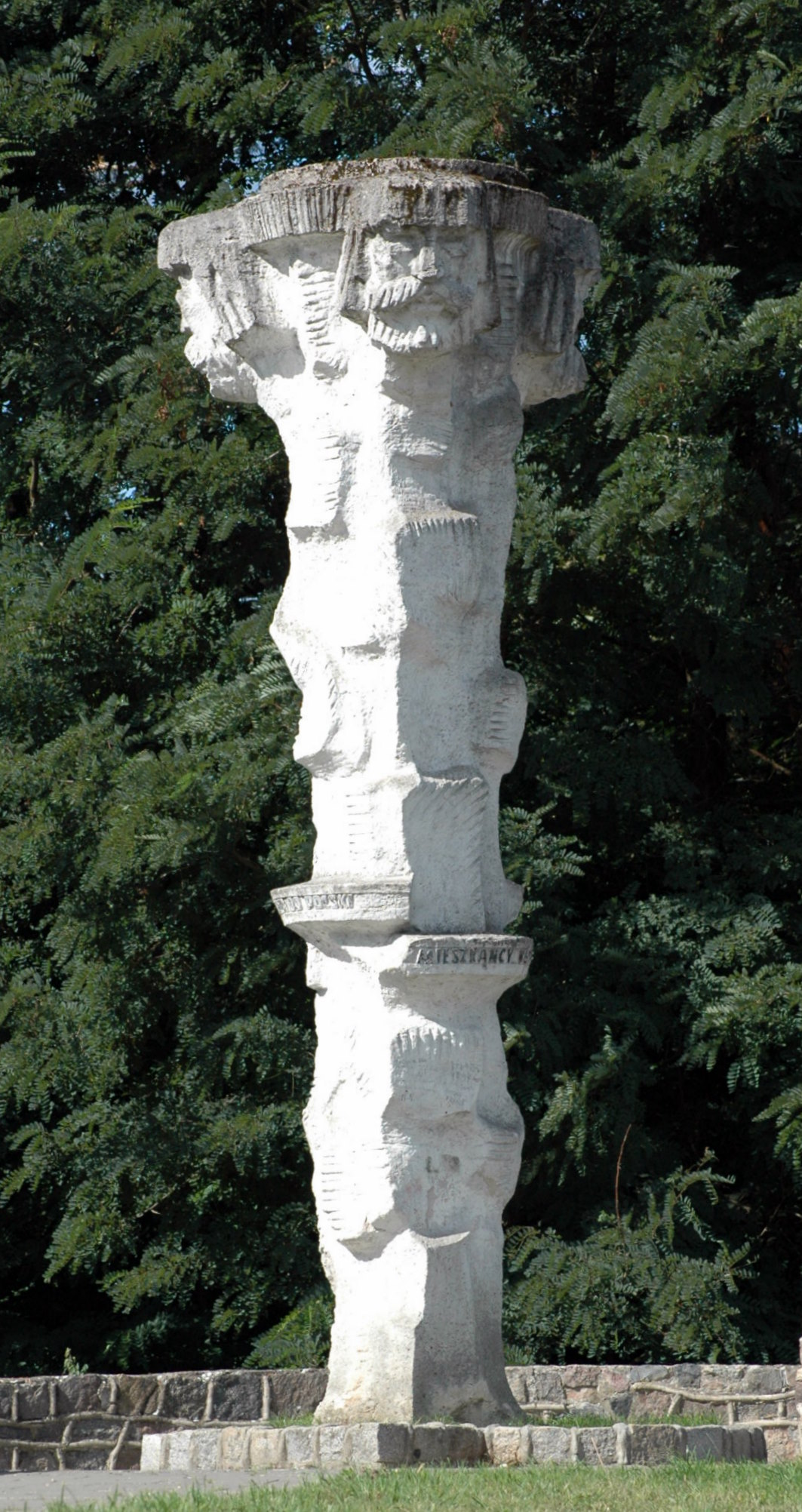
ポーランドのウォーリンにあるトリグラフの像

トリグラフ（ウクライナ語 / ロシア語: Триглав、英語: Triglav, troglav）は、スラヴ神話に登場する神、あるいは神々の集合体である。キリスト教の三位一体やヒンドゥー教の三神一体と似たところがある。しばしばトロヤン (Троян) と同一視される。

## 概要
トリグラフは、三柱の神々からなる単体の神であるという。この三人組を構成する神は厳格には定まっておらず、時代や地域によって様々だった。古くはスヴァローグ 、ペルーン、ダジボーグの三柱がトリグラフを構成していたが、後世ダジボーグはスヴェントヴィトやヴォロスに取って代わられた。しばしば、トリグラフが三柱の神々の融合体であるとする記述もある。まれに、トリグラフはその三柱の神々の息子である、と語られることもあり、こちらのトリグラフは同時に、より下位の神々からなる個体 (Lesser Triglav) なのかもしれない。
とある伝承では、トリグラフは布で完全に覆い隠されているという。というのも、人々の邪悪な行いを直視することができないほど神聖であるからである。人間の前に姿を現すことは滅多に無い、とされている。
トリグラフは一般に3つの頭をもった男性の姿や、3つの山羊の頭をもった男性の姿で表されることもある。
トリグラフの神殿はバルト海周辺の各地の町にあったが、ポーランド、バルト海沿岸にある町シュチェチンのそばに主要な神殿があった。神殿のトリグラフ像は金色の布で目と口を覆われていたといい、それはトリグラフがもつ予知能力を示唆しているという。キリスト教化の中、これらの神殿や神像は全て破壊されてしまった。1127年にはバンベルクの司教オットーがシュチェチンの神殿を破壊した。

## 三頭
ランス大司教だったエボによると、トリグラフの3つの頭は、それぞれ天空・地上・地下を表しているという。トリグラフは世界を成す3つの王国（天空・地上・地下）全てを支配しており、ゆえに3つの頭をもっている、また人々が冒す罪を見ることができないため、その3対の眼を覆っているのだ、と語った者もいる。この像にある全ての眼が覆われているということから、その眼には偉大な力が宿っていると語る者もいる
。
スロベニアにあるトリグラウ山は、このトリグラフとは関連性がないとされる。